# 入川 (福島県)
入川（いりがわ）は、福島県福島市を流れる河川であり、一級水系阿武隈川水系の一次支流である。

## 地理
福島市南部の立子山地区を流域とし、地区中心部の北西側を水源とし南西に流れ阿武隈川に注ぐ。上流部では国道114号に沿う。入川補助調整池が設置され、東北電力蓬莱発電所の取水用調整池として機能している。

## 流域の自治体
福島県
- 福島市

## 主な橋梁
下流より記載
- （国道114号
- （福島県道306号大沢広表線）

## 周辺
- 福島市立子山自然の家